# Donald McMillan (homme politique ontarien)
Pour les articles homonymes, voir Donald McMillan et McMillan.
Donald McMillan (5 mars 1835-26 juillet 1914) est un homme politique canadien de l'Ontario. Il est sénateur fédéral conservateur de la division sénatoriale ontarienne d'Alexandria de 1884 à 1914.

## Biographie
Ne dans le comté de Glengarry (en) dans le Haut-Canada, McMillan étudie la médecine à l'Université Victoria à l'Université de Toronto de Cobourg et obtient le qualificatif de M.D. en 1865. Il travaille ensuite comme juge de paix et coroner des comtés unis de Stormont, Dundas et Glengarry. Il siège également au conseil du comté.
Il tente sans succès d'être élu député de Glengarry lors d'une élection partielle en 1875. Nommé au Sénat du Canada en 1884, il meurt en fonction en 1914.